# Marco Antonio Serna Díaz
Hermano Marco Antonio Serna Díaz (* 11. Juli 1936 in San Vicente Ferrer, Antioquia, Kolumbien; † 31. Dezember 1991 in Ayapel, Kolumbien) war ein kolumbianischer Herpetologe, Ornithologe und Naturforscher.

## Leben und Wirken
Serna war der Sohn von Marco Antonio Serna und Anna Judith Díaz. Am 20. Juni 1950 trat er der Ordensgemeinschaft der Brüder der christlichen Schulen in San Pedro, Antioquia bei, wo seine Leidenschaft für die Naturwissenschaften entfacht wurde. Von 1956 bis 1958 studierte er in San Antonio de Prado. Am 10. Januar 1962 legte er sein Ordensgelübde bei den Brüdern der christlichen Schulen ab.
Von 1970 bis 1991 war Serna Kurator der Vogel-, Amphibien- und Reptilienabteilung im Museo de La Salle in Bogotá. Ferner lehrte er als Professor für Ornithologie an der Universidad de Antioquia.
Serna war sowohl Präsident der Sociedad de Antioquena Ornitología, die er 1984 mitbegründete, als auch der Asociación Colombiana de Ornitología, zwei bekannte ornithologische Organisationen in Kolumbien.
In Zusammenarbeit mit Juan Arturo Rivero, einem Herpetologen aus Puerto Rico, beschrieb Serna mehrere neue Froschlurche, darunter Pristimantis dorsopictus, Pristimantis johannesdei, Hyloxalus breviquartus, Pseudopaludicola ceratophryes und Colostethus ramirezi.
1971 sammelte er ein Exemplar der Antioquia-Buschammer (Atlapetes blancae), das bis zur Wiederentdeckung im Jahr 2018 der letzte Nachweis über diese Art war.

## Dedikationsnamen
1994 wurde Serna im Artepitheton von Atelopus sernai aus der Gattung der Stummelfußfrösche (Atelopus) geehrt. Im Jahr 2012 wurde der neubeschriebene Antioquiazaunkönig (Thryophilus sernai) zu Ehren von Serna benannt. Der 1984 von Rivero beschriebene Froschlurch Eleutherodactylus sernai aus der Gattung der Antillen-Pfeiffrösche (Eleutherodactylus) wurde später mit der bereits 1975 von John Douglas Lynch beschriebenen Art Eleutherodactylus cerates synonymisiert.

## Werke (Auswahl)
- Catálogo de aves: museo de historia natural, 1980
- Avifauna parcial de la Guajira, 1984
- Avifauna extinguida o muy escasa en el Municipio de Medellín, 1988
- Museo de Historia Natural: 75 años, 1913–1988 : desarrollo histórico, 1989